# Speusippe
Neveu de Platon, scholarque de l'Académie de Platon, Speusippe (407 à 339 av. J.-C.) est un platonicien, mais convaincu de la nécessité de reconstruire la philosophie de Platon. Il a critiqué l'hédonisme et a été lui-même réfuté par Aristote parce qu’il abandonnait la notion de forme et la relation au monde sensible. Il a remplacé la théorie des nombres idéaux du dernier Platon par les entités mathématiques elles-mêmes, en tant que pure réalité, ce qui fit dire à Aristote : « Les mathématiques sont devenues aujourd’hui la philosophie »,. Il prit la suite de Platon en tant que premier scholarque ou recteur de l'Académie de 348/7 à 339 av. J.-C. Xénocrate lui a succédé comme troisième scholarque de l'Académie.

## Biographie
Speusippe est né à Athènes en 407 av. J.-C. Il est fils d'Eurymédon de Myrrhinuse et de Potonè, sœur de Platon. Aristocrate, il était ami de Dion de Syracuse, le tyran que Platon conseilla en Sicile. Avec Xénocrate, il accompagne Platon lors de son troisième voyage en Sicile en 360 av. J.-C. alors sous le contrôle de Denys le Jeune et fut probablement l'instigateur du débarquement armé à Syracuse de Dion qui tenta de renverser le tyran, cette année-là. Il fut le deuxième scholarque ou recteur de l'Académie de Platon, à qui il succéda lors de sa mort en 348. Il fit appeler comme successeur Xénocrate. Il se suicida en 339 av. J.-C., par dégoût et lassitude, alors que sa maladie était déjà fort avancée. Il était dominé par ses passions et notamment par le goût de la cruauté. Une légende raconte qu'il jeta son chien dans un puits par pur plaisir.

## Philosophie
Speusippe soutient que la peine n'a pas seulement un contraire, mais deux : le plaisir et l'absence de peine, comme le Grand s'oppose au Petit, mais aussi à l'Égal.
 Dans le problème fondamental de la conception du monde, Speusippe suppose une évolution du bien et du parfait qui s’affirme de plus en plus  à travers les étapes d’un processus et se réalise pleinement à la fin seulement : les principes des animaux et des plantes devaient fournir une analogie des principes premiers de l’univers (ἀρχαὶ τοῦ ὃλου), au motif que les êtres les plus parfaits viennent toujours d’êtres indéterminés et incomplets. Mais ce raisonnement, selon Aristote, n’est pas une déduction rigoureuse, c’est une simple comparaison : passer d’une évolution ascendante des êtres organisés à une évolution correspondante de la totalité cosmique apparaît à Aristote comme un saut d’un genre à un autre. 
Speusippe est un platonicien pythagorisant, encore que, contre le pythagorisme, il sépare les nombres et les choses sensibles. Il admet pour chaque genre d’être (οὐσία / ousia) des principes particuliers, un pour les nombres, un pour les grandeurs, un autre pour l’âme, etc., mais sans aucune liaison entre eux. En effet, en dépit de leur nature de principe suprême, les nombres pourraient totalement disparaître sans pour autant affecter l’existence des grandeurs, qui suivent les nombres, et à leur tour les grandeurs pourraient manquer sans pour autant altérer l’existence de la conscience ou celle du monde étendu matériellement : cette doctrine des principes selon Speusippe est jugée anarchique et sans structure par Aristote. Speusippe abandonne les Idées de Platon, à la place il met les nombres mathématiques et les entités mathématiques, déduits de deux principes, l'Un et le Multiple (alors que Xénocrate assimile les Idées aux Nombres). Speusippe fait correspondre Un, Deux, Trois et Quatre respectivement à point, ligne, plan, solide ; il est le premier à faire correspondre point et Un comme Xénocrate ligne et deux, dyade. Les êtres intelligibles (en grec, νοητά / noêta) deviennent des entités mathématiques. Pour Platon, le principe formel des grandeurs est la ligne insécable, pour Speusippe c'est le point, et pour Xénocrate les nombres mêmes. À la différence de Platon encore, il n'identifie pas l'Un avec le Bien, pour éviter de dire que la Multiplicité est le Mal. Selon Stobée, « Speusippe a défini l'âme comme la forme de ce qui est étendu selon toutes les dimensions ». 
Speusippe est un platonicien pythagorisant, qui s'appuie surtout sur l'enseignement oral de Platon ; il distingue trois sortes d'essences, auxquelles il fait correspondre trois types de connaissances :
1. Hors du Ciel, l'Intelligible ou les Idées connus par l'intellection pure
2. Ce qui peut faire l’objet d’une opinion, ce qui est connu par l'opinion, la doxa.
3. Dans le Ciel, les objets sensibles, connus par les sens. Il pose deux principes, l'Un et la Dyade, irréductibles. Le démiurge est la Monade, l'Âme du monde est la Dyade. À la différence, Xénocrate qui les assimile aux nombres et pour qui les Idées sont les Nombres[9], Speusippe remplaça les Idées par les nombres mathématiques. La thèse de Speusippe concernant le mal, est que l’Être du Mal est l’Être du divisible[10]. Alors que Speusippe refuse de voir le Bien dans l'Un comme Platon parce que cela l’aurait obligé à voir le Mal dans le Multiple, Xénocrate pense que tous les êtres, dans la mesure où ils participent de l'Un et du Multiple, ont quelque chose à voir avec le Mal. Parmi les platoniciens, Speusippe fait correspondre le point à un. « À la différence de Speusippe qui remplaça les Idées par les Nombres mathématiques, Xénocrate les assimila aux Nombres »[11]. Pour Platon, le principe formel des grandeurs est la ligne insécable, pour Speusippe c'est le point, pour Xénocrate, ce sont les nombres mêmes : la dyade pour les longueurs, la triade pour les surfaces, la tétrade pour les solides.

Sa métaphysique établit la hiérarchie suivante : 1) au sommet, comme principe, l'Unité indifférenciée 2) puis la série des Nombres transcendants 3) les Figures géométriques transcendantes 4) puis les figures en mouvement, c'est-à-dire les âmes 5) enfin, les corps sensibles.
Speusippe « fut le premier à considérer ce que toutes les sciences ont en commun et à les mettre le plus possible en relation les unes avec les autres ».

## Sciences
Speusippe est l'inventeur d'une classification générale des plantes et des animaux.
Une hypothèse du philosophe Erich Frank et de Ernst Howald voudrait que la théorie des nombres chez les pythagoriciens soit la création de Speusippe, qui aurait lui-même forgé le livre attribué à Philolaos de Crotone. Une étude stylométrique, par ordinateur, attribue à Speusippe divers textes de Platon : la septième lettre, l'introduction du Timée, le Critias. Platon n'est généralement pas reconnu comme l'auteur du recueil platonicien intitulé Définitions ; c'est Speusippe qui en est parfois regardé comme l'auteur.